# Купавинская шёлковая фабрика
Купавинская шёлковая фабрика — предприятие, основанное в XVIII веке в селе Купавна Богородского уезда (сейчас Московская область).  Приобретена в конце 1803 года у казны вместе с часовой и бумажной фабриками  тайным советником, князем и фабрикантом Юсуповым в Купавне.

## История
Село Купавна, до строительства на его территории фабрики, было известно как небольшая дворянская вотчина князя Репнина. Московский купец Д. Я. Земской, согласно распоряжению Екатерины II, построил шёлковую фабрику. В этой же местности он построил кирпичный завод, на котором работали крепостные рабочие из Купавны. Когда на производстве стало не хватать рабочих, состав Купавинской фабрики стал формироваться из людей разного звания и сословия. Земской добился особого указа о «насыльных» людях на фабрику, из разных губерний и городов. Среди них были калмыки, татары, казаки, персьяны. Купавинская шёлковая фабрика считалась купеческой, так как её производство было организовано купцом. Купцы-предприниматели в то время могли принимать на работу свободных и полусвободных людей, нищих, бродях, тех, кто был разорён, в отличие от дворян, которые использовали труд крепостных крестьян. После смерти Земского, его наследник не смог вынести конкуренцию дворянской фабрики и разорился. Фабрика перешла к князю Потёмкину.
Казна выделила Потёмкину деньги для того, чтобы он расширил фабрику. В 1791 году он умер. Фабрика и фабричные рабочие перешли в казну.

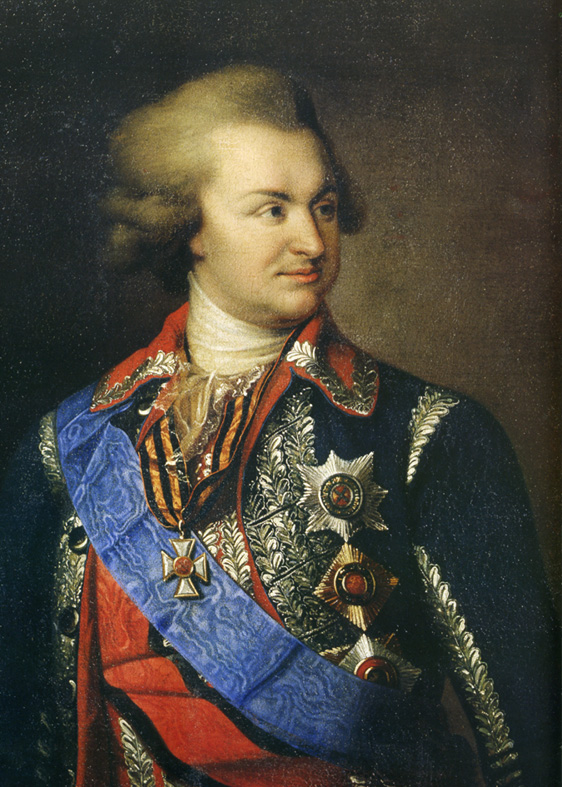
Григорий Александрович Потёмкин-Таврический

В конце XVIII века производство фабрики подразделялось на несколько отделов и мастерских. Было 107 действующих ткацких и 3 ленточных стана. 25 станов бездействовало. В рисовальном отделе фабрики создавались узоры для расцветки тканей, для окраски тканей в красильне использовались медные котлы, кубы, ковши. Для того, чтобы печатать рисунки на тканях, использовались свинцовые плиты, медные доски и прочие инструменты. Аппретурный отдел включал голандровые и аппретурные машины, деревянные валы, медные валы. При фабрике работала токарная, черпальная, тростильня, слесарная, клеевая мастерская, сушильная мастерская, камера, предназначавшаяся для разметки и чистки бумаги.

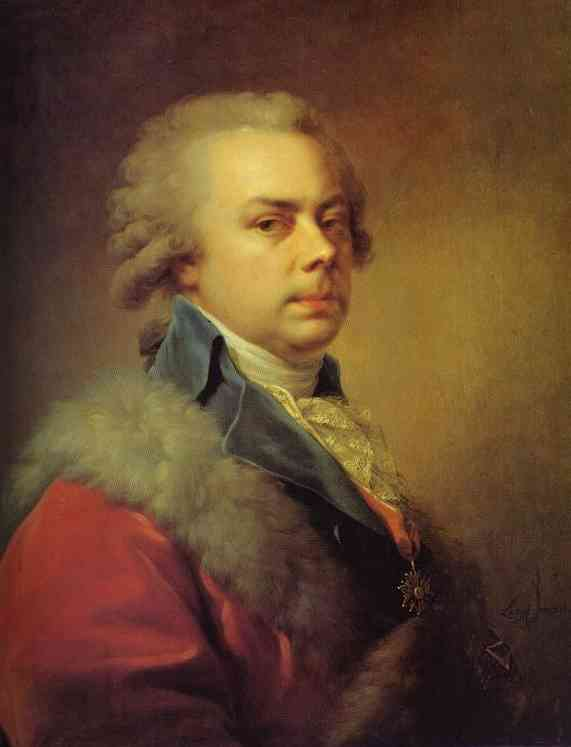
Николай Борисович Юсупов

Оплата труда на Купавинской шёлковой мануфактуре не была высокой, и из-за разных штрафов становилась ещё меньше. Иногда зарплата выдавалась мукой, крупой, изделиями, которые изготавливала мануфактура. Товары могли продаваться рабочим по более высокой цене, чем бы они стоили на рынках или в городских лавках.
Ведомость на выдачу зарплаты рабочим, датированная августом 1798 года, сохранила сведения о том, что рабочие должны фабрике 67 рублей 75 копеек за гречневую крупу, 7 рублей 92 копейки за свечи сальные, 613 рублей за ржаную муку.
При Купавинской шёлковой фабрике действовала своя полицейская часть. Её смотритель должен был наблюдать за порядком на фабрике, чтобы фабричные работники не нарушали установленных норм, находясь на работе или дома, и чтобы между ними и низшими чинами на фабрике не было никаких конфликтов. Полицейский надзор на фабриках появился в результате протестов рабочих против их эксплуатации.
В 1794 году на Купавинской шёлковой фабрике случилась многодневная забастовка и она сохранилась в свидетельствах как одна из крупных забастовок конца XVIII века. Забастовка отличалась сплочённостью рабочих. Ею руководили вожаки, которые были выдвинуты самими рабочими. В мае 1794 года рабочие фабрики подали прошение московскому генерал-губернатору. Прошение подписали мастеровые Степан Шелапутин и Яков Пилин, заявляя, что они обращаются от имени всех рабочих. Такое прошение уже подавалось однажды, в результате чего Богородская нижняя расправа и уездный суд по поручению Московского губернского правления должны были провести расследование. Рабочие мотивировали свою забастовку тем, что от первого прошения и постановления прошло не менее двух лет, а рабочие и дальше терпят притеснения, потому что ничего предпринято не было. Рабочие жаловались на загруженность черновой и земляной работой, которая не оплачивается, и выполняют они её сверх своих обязанностей на фабрике. Рабочие, которые хотели бы работать на фабрике, не имеют такой возможности, потому что их отправляют на постороннюю работу и заставляют платить оброк: мужчины платят 3 рубля, женщины — полтора рубля. Если рабочий пропускает работу из-за болезни или других неотложных дел, с его зарплаты вычитают штраф один рубль 20 копеек, за час опоздания — 10 копеек. Из жалования рабочих вычитается 1 % для нужд больных, но рабочие не знают, на что именно расходуются эти деньги. Работники фабрики, которые уже в силу возраста не могут работать на предприятии, отправляются на сторонние работы, и при этом сохраняется необходимость уплаты оброка. Люди отдаются в рекруты без их согласия, и не из-за провинностей, а просто по прихоти владельца. При фабрике существует достаточно сенных покосов, но рабочие не могут ими пользоваться, потому что лучшие участки сдаются в аренду, а для работников фабрики остаются те, что похуже, и за них нужно тоже платить деньги.

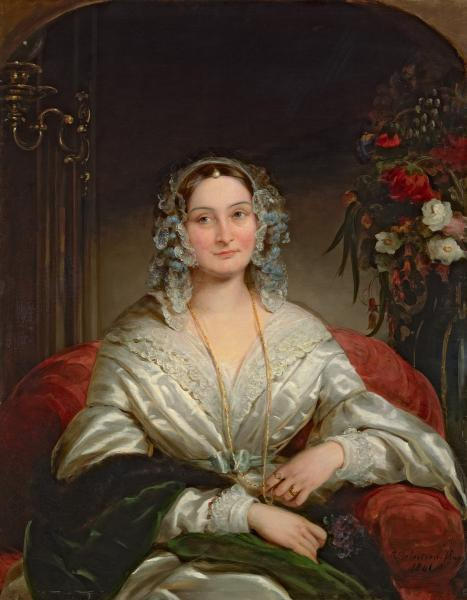
Татьяна Васильевна Юсупова (Энгельгардт) — жена князя Юсупова

В феврале 1794 года на фабрике начались волнения. 28 февраля 1794 года, тогдашний директор фабрики А. Пузин писал московскому генерал-губернатору о том, что рабочие на фабрике ведут себя все более дерзко. Степан Шелапутин, после того, как было подано прошение А. А. Прозоровскому, скрылся в селе Купавне. А. Пузин написал в Купавну приказ с тем, чтобы прислать Шелапутина к московскому генерал-губернатору, но у него ничего не получилось. Дом Шелапутина окружили люди, и отказались выдавать их стряпчего. Поручик Гостинский, управляющий Купавинской фабрикой, пытался убедить людей, но тщетно. Рабочие уверили его, что если против них будут применены силы караульных солдат, им переломают рёбра.
Директор просил дать ордер на арест Степана Шелапутина, Дмитрия Волкова, Петра Буданова, которые на его взгляд заслуживают сильного и публичного наказания. Спустя несколько дней, богородский капитан-исправник получил приказ отправить в Купавну гусарский эскадрон, для того, чтобы арестовать этих людей. Степана Шелапутина арестовать не удалось. Следствие по этому делу длилось до июня 1794 года. 19 июня из Москвы приехало начальство. Во двор согнали 150 людей, которые являлись поверенными от рабочих, им зачитали приказ о том, что рабочие фабрики должны быть в послушании властям. Рабочие сказали, что они не могут подписать документы, так как многие из просителей отсутствуют, в том числе их поверенные Степан Шелапутин и Яков Пилин. И если этих людей при фабрике не будет, то они для этих нужд выберут других. Власти не смогли договориться с рабочими, но тем не менее, через несколько дней фабрика восстановила свою работу.
Изделия Купавинской фабрики пользовались популярностью на Макарьевской ярмарке. В июне 1802 года Черепанов (смотритель Купавинской фабрики на Макарьевской ярмарке) отправился с шёлковыми товарами фабрики, чтобы продать их на сумму 27381 рублей. 12 августа 1802 года Черепанов рапортовал директору фабрики Петелину о сумме 6854 рублей 71 копеек, вырученной за продажу товара.
В июле 1803 года император изъявил желание передать фабрику во владение или содержание частному лицу. Князь Николай Борисович Юсупов захотел купить фабрику и написал об этом 17 августа министру Внутренних дел графу В. П. Кочубею. Жена князя Юсупова — Татьяна Васильевна — была племянницей светлейшего князя Г. А. Потёмкина-Таврического, который когда-то владел Купавинской фабрикой. У князя Юсупова были выделены условия, на которых он хотел приобрести фабрику — он становился владельцем предприятия и крестьян, выплачивая казне определённую сумму на протяжении четырёх лет. Он обязался производить шёлковые и полушёлковые ткани такого качество, которое бы не уступало иностранному. Князь заявлял, что работой на фабрике будут обеспечены все рабочие, оплата будет производиться также, как когда предприятием владела казна. В собственности Юсупова также оказывались бумажная фабрика и Островская мукомольная мельница. Чтобы наладить сбыт товаров, князь Юсупов предложил правительству делать заказы для кабинета Её Императорского Величества или для двора на Купавинской фабрике. Для производства князь планировал использовать местное сырьё, а при окончании контракта с иностранцами Оллером и Нордштейном о владении часовой фабрикой, Юсупов планировать стать также её собственником.
11 декабря 1803 года императором Александром I, было утверждено Положение об отдаче Купавинской казённой фабрики князю Юсупову в потомственное содержание. Теперь фабрика должна была заниматься только производством шёлковых и полушёлковых тканей, рабочий день мастеровых длился не 13, а 12 часов. Владелец должен был позаботиться о том, чтобы все рабочие были обеспечены работой именно на фабрике. Зарплата рабочих могла изменяться в соответствии с ценами на хлеб. Если у рабочих были вынужденные прогулы, им назначалась плата, престарелые работники, сироты и дети получали содержание. Если бы фабрика была доведена владельцем до разорения, то правительство имело бы право забрать заведение обратно в казну.
В январе 1804 года Казённая Купавинская фабрика была передана князю Юсупову. За фабрику, материалы и сырьё он должен был выплатить за 4 года 78 319 руб 56 копеек. Казна списала с фабрики долг в размере 1564 рубля 74 3/4 копейки за неуплату оброка. Князь Юсупов дал распоряжение на восстановление работы 160 станов и начал выпускать товары, которые бы пользовались спросом у покупателей: тафтички, мадрасы, турецкие платки, материи жилетные и обойные. В 1804—1806 годах на фабрике было изготовлено продукции на сумму 258 261 рублей 40 копеек, к концу 1806 года сумма от продажи товаров составила 157 635 рублей 36 копеек. Князь Юсупов смог получить разрешение для того, чтобы товары продавали в магазинах Москвы и Петербурга и на российских ярмарках. На Купавинской шёлковой фабрике работало 630 женщин и 614 мужчин. Ежегодно для нужд фабрики закупали до 30 пудов итальянского шёлка, до 20 пудов брусного, всего шёлка покупалось до 120 пудов. Также до 40 пудов покупали пряденой бумаги и козьего пуха. При князе Юсупове зарплата рабочих выросла. Лучший ткач, занимавшийся выделкой обойных штофов, получал до 250 рублей, другие ткачи 80-159 рублей, переборщик 40-90 рублей. Женщина от размотки зарабатывала 40 рублей в год. Оклад остальных фабричных работников составлял 60 рублей в год. За два года продажи шёлковых изделий прибыль царя составила 25 тысяч рублей.
Князь Юсупов построил в Купавне ещё и суконную фабрику, ввёл первые сукнодельные и сукновальные машины, выписал из заграницы 12-сильную паровую машину, аналог которой до этого в Российской империи был только в петербургской Александровской мануфактуре.
В 1806 году на фабрике появился новый управляющий Матвеев. Он понял, что прежние товары, которые производились на фабрике, теперь пользуются меньшей популярностью, чем раньше, потому что покупателю более интересные турецкие платки и ткани. Он решил перевести станы на выработку платков и жилетных материй, рисунок и качество которых были бы подобны турецким изделиям. Если вначале платки изготавливали на 8 станах, то со временем это стали делать на 75, жилетные ткани производить на 50 станах. Спрос был так велик, что изделий, изготавливаемых на фабрике, не хватало на все магазины. За продажу товаров фабрики в магазине на Лубянке с сентября 1807 года по апрель 1808 года было выручено 72 тысячи рублей. Успешная продажа товаров фабрики длилась вплоть до 1811 года, Отечественная война 1812 года повлияла на производство и продажи.
В 1818 года шёлковая фабрика стала существовать вместе с суконной фабрикой, последняя со временем заняла главенствующее положение. По одним данным, Купавинская шёлковая фабрика просуществовала до 1836 года, по другим — до 1842 года. В конце 1833 года князь Юсупов продал фабрику московским купцам первой гильдии Петру Семёновичу и Илье Семёновичу Бабкиным. Они расширили суконное производство и прекратили заниматься шёлком. В марте 1919 года фабрика была национализирована, свою работу фабрика не прекращала, выпускала ткани для армии и населения. В 1925—1927 годах была реконструкция, после чего фабрика приобрела современный вид. Во время Великой Отечественной войны фабрика производила головные уборы, сукно шинельное, ткани для брюк и кителей.